# سیارک ۲۵۷۶۹
سیارک ۲۵۷۶۹ (به انگلیسی: 25769 Munaoli، نامگذاری:2000CL24)۲۵۷۶۹مین سیارک کشف شده‌است که در ۰۲ فوریه ۲۰۰۰ کشف شد.